# Arue (Polinesia Francesa)
Arue (pronunciado aruei) es una comuna francesa y suburbio de Papeete en la costa norte de Tahití, parte de las Islas de la Sociedad. La comuna incluye el motu de Motu Arue y el atolón de Tetiaroa (5.85 km²; propiedad de la familia de Marlon Brando), ubicado a 58 km al norte de la isla de Tahití. Entre Arue y Paea se localizan 20 lagunas y bahías usados por turistas para bucear.

## Ubicación
Arue está situado en el noroeste de la Isla de Tahití, en una zona urbana a más de 3 km de la capital, Papeete, y tiene una superficie de 15,60 km². Es el lugar del cuartel de regimiento de infantería de la marina del Pacífico en Polinesia (RIMaPP, por sus siglas en francés) así como centros industriales agro-alimentarias y construcción y cuenta con una embarcación de pesca comercial, un supermercado de la red Carrefour y actividades turísticas.

## Cementerio
En Arue, a orillas del mar en un punto llamado Outuaiai, se encuentra el Cemetière Royal Pōmare, lugar donde están enterrados los primeros reyes de Tahití, desde Pōmare I hasta la reina Pōmare IV de Tahití y sus descendientes hasta la princesa Elvina Pōmare Buillard, fallecida en 1999. El reverendo Henry Nott de la Sociedad Misionera de Londres y quien tradujo la Biblia al idioma tahitiano se encuentra también enterrado en la comuna, justo detrás de la escuela de Arue, École Maternelle Ahutoru.

## Petroglifos

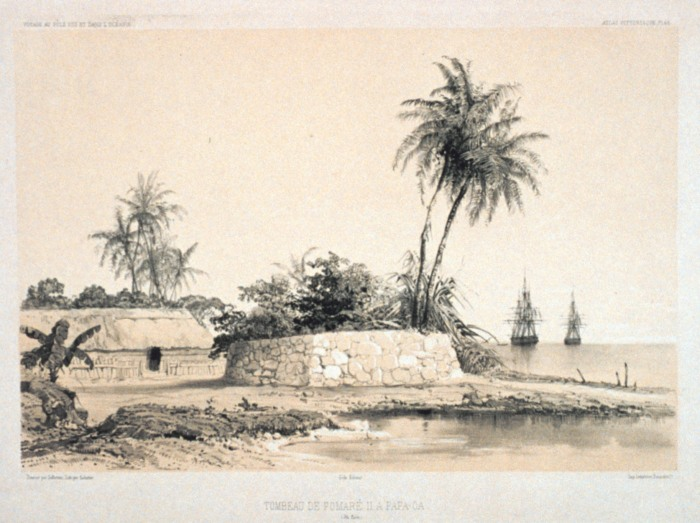
Tumba de Pōmare II a orillas del mar en Arue.

En Arue se encuentran tres grandes grabados en piedra de 1,50 m y espaciados por 3m, los petroglifos se encuentran en la antigua alcaldía de Arue. Se caracterizan por trazados en forma de espiral, que hasta ahora no han sido descifrados.

## Demografía
| Gráfica de evolución demográfica de Arue (Polinesia Francesa) entre 1971 y 2012 |
|                                                                                 |

Fuente: Insee

## Comunas limítrofes
| Noroeste: Océano Pacífico | Norte: Océano Pacífico | Noreste: Océano Pacífico |
| Oeste: Pirae              |                        | Este: Mahina             |
| Suroeste: Pirae           | Sur: Pirae y Mahina    | Sureste: Mahina          |

## Ciudad hermanada
- Le Mont-Dore, desde 2006